# Wilhelm Schümmer

Wilhelm Schümmer

Wilhelm Schümmer (* 26. November 1882 in Würselen, Kreis Aachen; † 5. Januar 1930 in Porz) war ein deutscher Politiker (Zentrum).
Nach dem Besuch der Volksschule seines Heimatdorfes erlernte Schümmer das Eisendreherhandwerk. Von 1906 bis 1911 arbeitete er als Beamter (Arbeitersekretär) für den christlichen Metallarbeiterverband in Danzig. 1911 wurde Schümmer Sekretär des Verbandes katholischer Arbeitervereine der Diözese Kulm.
Im Januar 1919 wurde Schümmer als Kandidat für die katholische Zentrumspartei im Wahlkreis 2 (Provinz Westpreußen) in die Weimarer Nationalversammlung gewählt, der er bis zum Zusammentritt des ersten regulären Reichstags der Weimarer Republik im Juni 1920 angehörte.
Im Anschluss war er bis Dezember 1920 Mitglied des Danziger Volkstags, als er hauptamtlicher Senator des Innern der Freien Stadt Danzig wurde.